# 伊藤勝彦
伊藤 勝彦（いとう かつひこ、1929年7月13日 - 2015年1月14日）は、日本の哲学者、評論家。埼玉大学名誉教授。

## 略歴
岐阜県大垣市生まれ。1953年東京大学文学部哲学科卒業。1960年同大学院博士課程中退、東大文学部助手、1963年北海道大学文学部助教授、1972年埼玉大学教養学部教授、1988年埼玉大学名誉教授。東京女子大学文理学部教授、1998年退任。
1972年「デカルトの人間像」で東大文学博士。

## 活動
デカルト、パスカル哲学専攻ながら文学への関心が強く、三島由紀夫に心酔し、文芸評論も書く。『愛の思想史』はロングセラー。

## 著書
- 『危機における人間像 人間存在のダイナミックス』理想社、1963
- 『愛の思想史 精神と性との間のドラマ』紀伊国屋新書、1965　のち講談社学術文庫
- 『愛の思想』番町書房、1967
- 『対話・思想の発生 ヒューマニズムを越えて』番町書房、1967
- 『デカルト』清水書院（センチュリーブックス）1967
- 『パスカル その思想形成の秘密』講談社現代新書、1969
- 『拒絶と沈黙 芸術家と冒険者の思想』勁草書房、1970
- 『デカルトの人間像』勁草書房、1970
- 『知性の歴史 思想史における理性と反理性』新曜社、1972
- 『虚構の時代と人間の位置』日本経済新聞社、1975
- 『夢・狂気・愛』新曜社、1977
- 『人類の知的遺産 34 パスカル』講談社、1981
- 『荒野にサフランの花ひらく 続・愛の思想史』東信堂、1994
- 『ささえあいの倫理学』新曜社、1995
- 『哲学への情熱』勁草書房、1996
- 『必要悪としての民主主義 政治における悪を思索する』東信堂、1998
- 『天地有情の哲学 大森荘蔵と森有正』ちくま学芸文庫、2000
- 『三島由紀夫の沈黙 その死と江藤淳・石原慎太郎』東信堂、2002
- 『最後のロマンティーク三島由紀夫』新曜社、2006
- 『森有正先生と僕 神秘主義哲学への道』新曜社 2009

## 共編・編著
- 美の哲学 斎藤忍随 学文社、1973
- 情念の哲学 坂井昭宏 東信堂、1992
- 世の終わりにうたう歌 世紀末ウィーンの天才たち 新曜社、1993

## 参考
- 『現代日本人名録』2002年
- 伊藤勝彦教授のご退任にあたって(定年退職教授紹介)久保光志 東京女子大学紀要論集 1998-09-24